# John Stirratt
John Chadwick Stirratt (New Orleans, 26 novembre 1967) è un bassista e polistrumentista statunitense.
Fa parte dei gruppi musicali Wilco (dal 1994) e The Autumn Defense (dal 2000). Insieme al leader Jeff Tweedy è il membro storico dei Wilco, presente in tutti gli album fin qui pubblicati dalla band di Chicago.
Ha collaborato con gli Uncle Tupelo.